# Ansiea buettikeri
Espèce
Synonymes
- Misumena buettikeri Dippenaar-Schoeman, 1989

Ansiea buettikeri est une espèce d'araignées aranéomorphes de la famille des Thomisidae.

## Distribution
Cette espèce est endémique d'Arabie saoudite.

## Étymologie
Cette espèce est nommée en l'honneur de Wilhelm Büttiker.

## Publication originale
- Dippenaar-Schoeman, 1989 : An annotated check list of crab spiders (Araneae: Thomisidae) of Saudi Arabia. Fauna Saudi Arabia, vol. 10, p. 20-30.